# La Soufrière
La Soufrière é um vulcão ativo na ilha de São Vicente a qual faz parte  de São Vicente e Granadinas. Trata-se de um estratovulcão activo que entrou em erupção em 1718, 1812, 1902, 1971, 1979 e 2021. A erupção de 7 de Maio de 1902, ocorrida algumas semanas antes da do Monte Pelée, na Martinica, matou 1680 pessoas. A penúltima erupção ocorreu em Abril de 1979, não tendo havido vítimas. Uma explosão ocorreu em 9 de abril de 2021. Depois da erupção, aproximadamente 20.000 tinham evacuado a área em volta do vulcão.